# Franz Kielhorn
Lorenz Franz Kielhorn (født 31. maj 1840 i Osnabrück, død 19 marts 1908 i Göttingen) var en tysk sanskritist. 
Kielhorn studerede i Göttingen, Breslau, Berlin, London og Oxford klassisk filologi og sanskrit; 1862—65 var han i England, 1866—81 professor i sanskrit ved Deccan College i Punah og blev 1882 professor i sanskrit ved Göttingens Universitet. Hans vigtigste arbejder er: Çāntanava's Phiṭsūtra (med oversættelse, Leipzig 1866, i 4. bind af Abhandlungen für die Kunde des Morgenlandes), Nāgojibhaṭṭa's Paribhāshenduçekhara (bind I, tekst, Bombay 1868; bind II, oversættelse, sammesteds 1874, i Bombay Sanskrit Series, som Kielhorn grundede sammen med Georg Bühler 1866), Sanskrit Grammar (sammesteds 1870; 3. oplag 1888; oversat på tysk af Wilhelm Solf, Berlin 1888), Kātyāyana and Patañjali (Bombay 1876), The Vyākaraṇa-mahābhāshya of Patañjali (3 bind, sammesteds 1880—85; 2. oplag bind I, 1892), Report on the search of Sanskrit Manuscripts (sammesteds 1881). I øvrigt beskæftigede Kielhorn sig 
hovedsagelig med indiske indskrifter og kronologiske arbejder (i Indian Antiquary, Epigraphia Indica, Academy osv.). Efter Bühlers død overtog han ledelsen af Grundriss der indoarischen Philologie.